# Kamēr...
Chór młodzieżowy „Kamēr...” – mieszany chór łotewski, laureat wielu międzynarodowych konkursów i festiwali chóralnych.

## Historia
Kamer... powstał w 1990 przy I Państwowym Liceum Ogólnokształcącym w Rydze.
Jego założycielem i pierwszym dyrygentem, pracującym z chórem do dzisiaj, jest Māris Sirmais.
Obecnie chór składa się z ok. 70 śpiewaków.
Występował wielokrotnie za granicą – w Niemczech, Polsce, Austrii, Szwajcarii, Francji, Włoszech, Holandii, Czechach, Danii, Hiszpanii, Chinach i Stanach Zjednoczonych.

## Osiągnięcia
- Wielka Nagroda Muzyczna Łotwy
- Grand Prix – 3 edycje Wszechłotewskiego Festiwalu Pieśni
- I miejsca w międzynarodowych konkursach chóralnych:
  - 1995, 1996 – Gorycja
  - 1996, 2001 – Tolosa
  - 1999, 2005 – Spittal an der Drau
  - 2003 – Tours
- European Grand Prix for Choral Singing – Gorycja 2004 (pierwszy chór łotewski, który zdobył tę nagrodę)
- Choir Olympics China 2006 – Xiamen 2006 – tytuł mistrzowski, z najwyższymi notami we wszystkich kategoriach
- Konkurs Chórów Kameralnych w Marktoberdorf (1999) – I nagroda

## Dyrygenci
- Māris Sirmais
- Jānis Liepiņš